# Il re dei ladri
Il re dei ladri è un romanzo per ragazzi della scrittrice tedesca Cornelia Funke. Da questo libro è stato tratto il film omonimo che vede come attori Aaron Johnson (Prosper), Jasper Harris (Bo), Rollo Weeks (Scipio), Alice Connor (Vespa), George MacKay (Riccio). 

## Trama
Prosper e Bo, orfani in fuga da due zii insensibili che li vogliono separare, giungono nella città di Venezia, dove incontrano una banda di ragazzini che vivono in un cinema abbandonato. Fanno capo a Scipio: audace e misterioso, è lui il Re dei Ladri che garantisce la sopravvivenza dei compagni grazie ai suoi furti mirabolanti. Senza un attimo di esitazione Prosper e Bo entrano a far parte di questa pittoresca "famiglia", e si trovano coinvolti in un'avventura che cambierà per sempre la loro vita.

## Personaggi
- Prosper (Prosperus): è un ragazzino di circa 12 anni, sveglio e intelligente, rimasto orfano insieme al fratellino, lo convince a scappare dalla casa dei suoi zii materni perché non vuole finire in un collegio lontano dal suo fratello a cui è legatissimo e da cui è stato diviso per volere degli stessi. Una volta scappati capisce subito che sua zia ha incaricato un detective di cercarli. A differenza del fratello, odia rubare, ma è un buon commerciante, non gli va particolarmente a genio il Re dei Ladri.
- Bo: fratellino minore di Prosper, ha 5 anni, un bel visino da angelo che incanta tutti e dei folti riccioli biondi. Venera il Re dei Ladri e trova che rubare non sia una brutta cosa. È molto ingenuo e testardo, infatti la prima volta che fa conoscenza con Victor senza neanche accorgersene racconta tutto su di sé e sulla banda, odia non poter fare qualcosa per colpa della sua età, odia sua zia materna e la definisce "La donna che puzza di lacca".
- Scipio / Re dei ladri: Scipio è il meraviglioso e affascinante figlio di un  ricco imprenditore, sua madre invece è sempre assente per lavoro. Scipio all'inizio è un ragazzino con fare altezzoso, sogna di diventare subito adulto per poter scappare di casa. Quando si traveste da Re dei Ladri indossa una maschera da cerusico veneziana per commettere furti nei palazzi più ricchi di Venezia. In verità non ha mai rubato in vita sua.
- Vespa: unica femmina della banda, Vespa è chiamata così per via della lunga treccia che assomiglia al pungiglione di una vespa. Non le piace parlare del proprio passato. È l'unica che ha il coraggio, quando Scipio è ancora Re dei Ladri, di trattarlo male e di tirargli il codino, cosa che lui odia. Adora leggere libri ed è la tesoriera della banda.
- Mosca: chiamato così per via della sua pelle scurissima, adora pescare, aggiustare le radio e usare la sua cassetta degli attrezzi. Quando scopre che Scipio non è un ladro si arrabbierà furiosamente con quest'ultimo.
- Riccio: ha una massa di capelli talmente ispidi che gli stanno dritti in testa e lo fanno assomigliare a un porcospino, ha una bocca con denti rovinati, è due spanne più basso di Prosper. Riccio è un orfano scappato dall'orfanotrofio, ha 9 anni anche se ne dimostra di più. Anche lui, come Mosca, quando scopre che Scipio non è un ladro si arrabbierà con quest'ultimo.
- Victor Getz: detective incaricato dalla zia materna di Prosper e Bo di trovare i suoi nipoti in particolare quest'ultimo.  Nel suo ufficio ha una collezione di barbe finte e di travestimenti che ritiene utili per il suo lavoro. Uniche amiche, due tartarughe. Victor viene catturato dalla banda dei piccoli ladruncoli con cui poi farà amicizia, una volta scappato darà la sua parola di onore che non li tradirà mai.
- Ida Spavento: proprietaria dell'ala del leone del carosello, fotografa di successo e donna gentile. Alla fine diventerà una grande amica della banda.
- Ernesto Barbarossa: antiquario, con la barba rossa anche se la tinge. È un ricettatore e acquista regolarmente gli oggetti rubati portati dalla banda, nel corso della storia si rivelerà un prezioso personaggio.
- Conte Renzo: incarica il Re dei Ladri di rubare l'ala di legno che appartiene a Ida Spavento per ricongiungerla alla giostra di sua proprietà.
- Morosina: l'antipatica e possessiva sorella minore del Conte.
- Signori Hartlieb: zii materni, insensibili, di Prosper e Bo. Vogliono mandare Prosper in collegio, separandolo da suo fratello Bo, vogliono adottare solo quest'ultimo unicamente perché è carino e facile da gestire; adotteranno Ernesto Barbarossa, ritornato bambino a causa del giro sul carosello.

## Edizioni
- Cornelia Funke, Il Re dei Ladri, traduzione di Roberta Magnaghi, 1ª ed., collana I Grandi, Arnoldo Mondadori Editore, 2004,  p. 369.
- Cornelia Funke, Il Re dei Ladri, traduzione di Roberta Magnaghi, Seconda ed., collana Oscar bestsellers, Arnoldo Mondadori Editori, 2006